# Causse-et-Diège
Causse-et-Diège est une commune française, située dans le département de l'Aveyron en région Occitanie.Elle fait partie de la petite région agricole du Bas-Quercy.
Le patrimoine architectural de la commune comprend un immeuble protégé au titre des monuments historiques : l'église Saint-Clair, inscrite en 1984.

## Géographie

### Communes limitrophes
Les communes limitrophes sont  Balaguier-d'Olt, Capdenac-Gare, Capdenac, Faycelles, Foissac, Frontenac, Naussac, Salles-Courbatiès et Villeneuve.

### Hydrographie

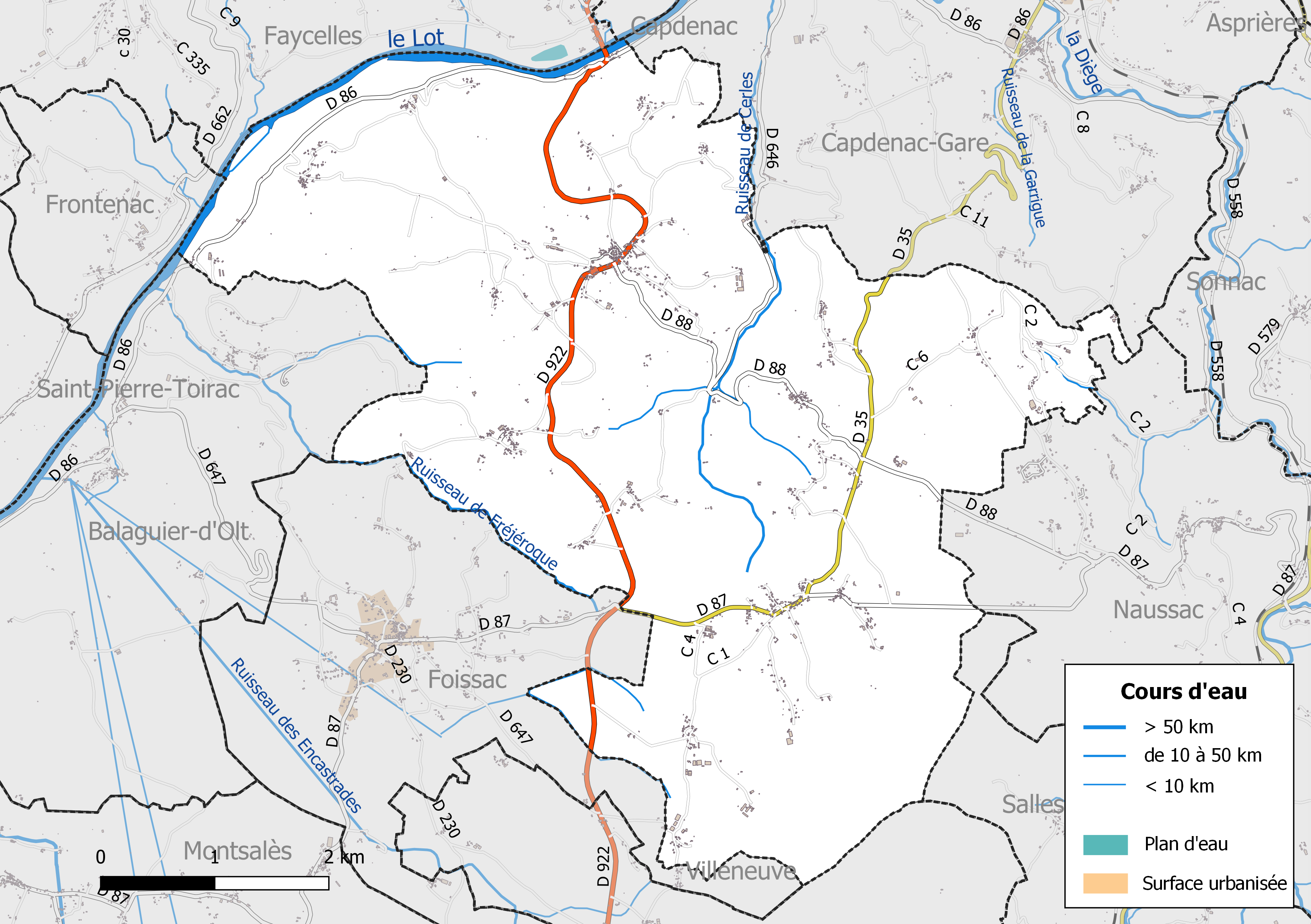
Réseaux hydrographique et routier de Causse-et-Diège.

La commune est drainée par le Lot, le ruisseau de Cerles, le ruisseau de Fréjéroque, Bras du Lot, le ruisseau de Bournac, le ruisseau de Combefort et par divers petits cours d'eau.
Le Lot prend sa source à 1 272 m d'altitude sur la montagne du Goulet (nord du Mont Lozère), dans la commune de Cubières (48), et se jette  dans la Garonne à Monheurt (47), après avoir parcouru 484 km et traversé 129 communes.

### Climat
Pour des articles plus généraux, voir Climat de l'Occitanie et Climat de l'Aveyron.
En 2010, le climat de la commune est de type climat océanique altéré, selon une étude s'appuyant sur une série de données couvrant la période 1971-2000. En 2020, Météo-France publie une typologie des climats de la France métropolitaine dans laquelle la commune est dans une zone de transition entre le climat océanique altéré et le climat de montagne et est dans la région climatique Ouest et nord-ouest du Massif Central, caractérisée par une pluviométrie annuelle de 900 à 1 500 mm, maximale en automne et en hiver.
Pour la période 1971-2000, la température annuelle moyenne est de 11,7 °C, avec une amplitude thermique annuelle de 15,6 °C. Le cumul annuel moyen de précipitations est de 994 mm, avec 10,6 jours de précipitations en janvier et 6,5 jours en juillet. Pour la période 1991-2020, la température moyenne annuelle observée sur la station météorologique la plus proche, située sur la commune de Faycelles à 8 km à vol d'oiseau, est de 13,1 °C et le cumul annuel moyen de précipitations est de 806,2 mm,. Pour l'avenir, les paramètres climatiques de la commune estimés pour 2050 selon différents scénarios d'émission de gaz à effet de serre sont consultables sur un site dédié publié par Météo-France en novembre 2022.

### Milieux naturels et biodiversité
L’inventaire des zones naturelles d'intérêt écologique, faunistique et floristique (ZNIEFF) a pour objectif de réaliser une couverture des zones les plus intéressantes sur le plan écologique, essentiellement dans la perspective d’améliorer la connaissance du patrimoine naturel national et de fournir aux différents décideurs un outil d’aide à la prise en compte de l’environnement dans l’aménagement du territoire.
Le territoire communal de Causse-et-Diège comprend une ZNIEFF de type 1,, 
le « Cours moyen du Lot » (1 543 ha), couvrant 33 communes dont 8 dans l'Aveyron et 25 dans le Lot
, et une ZNIEFF de type 2,, 
la « Moyenne vallée du Lot » (7 893 ha), qui s'étend sur 36 communes dont 8 dans l'Aveyron et 28 dans le Lot.

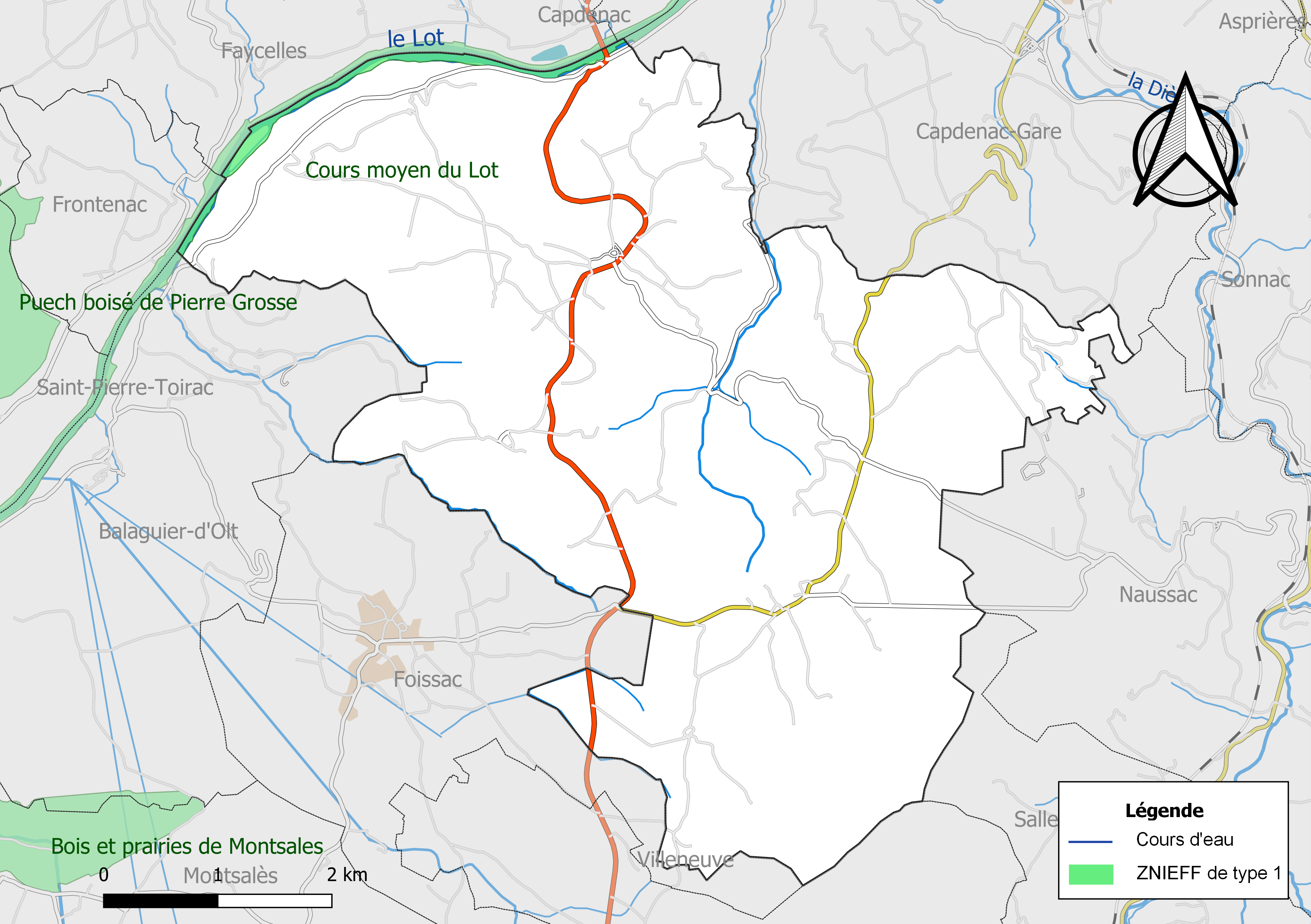
Carte de la ZNIEFF de type 1 de la commune.
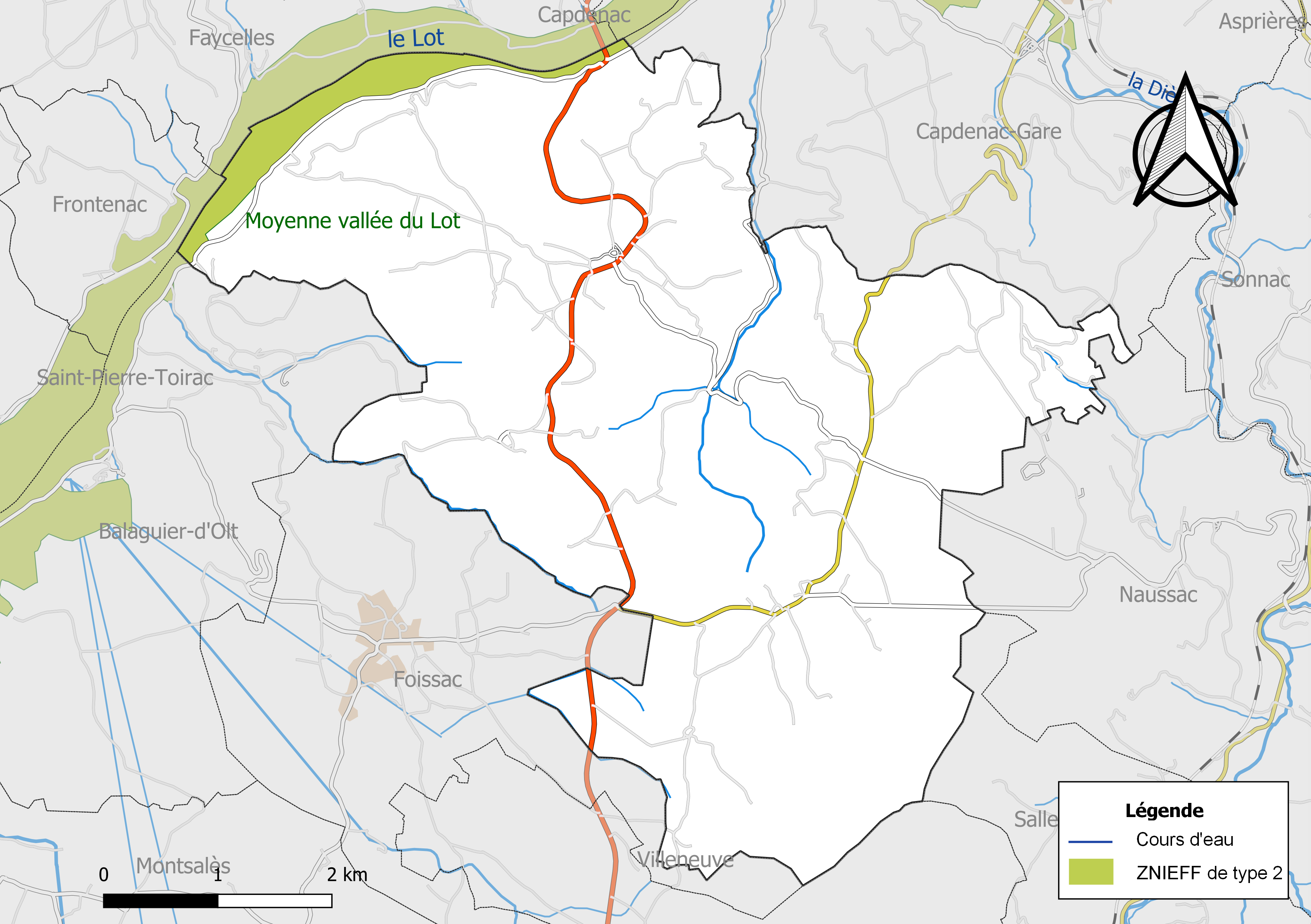
Carte de la ZNIEFF de type 2 de la commune.

## Urbanisme

### Typologie
Au 1er janvier 2024, Causse-et-Diège est catégorisée commune rurale à habitat très dispersé, selon la nouvelle grille communale de densité à 7 niveaux définie par l'Insee en 2022.
Elle est située hors unité urbaine. Par ailleurs la commune fait partie de l'aire d'attraction de Figeac, dont elle est une commune de la couronne,. Cette aire, qui regroupe 59 communes, est catégorisée dans les aires de moins de 50 000 habitants,.

### Occupation des sols

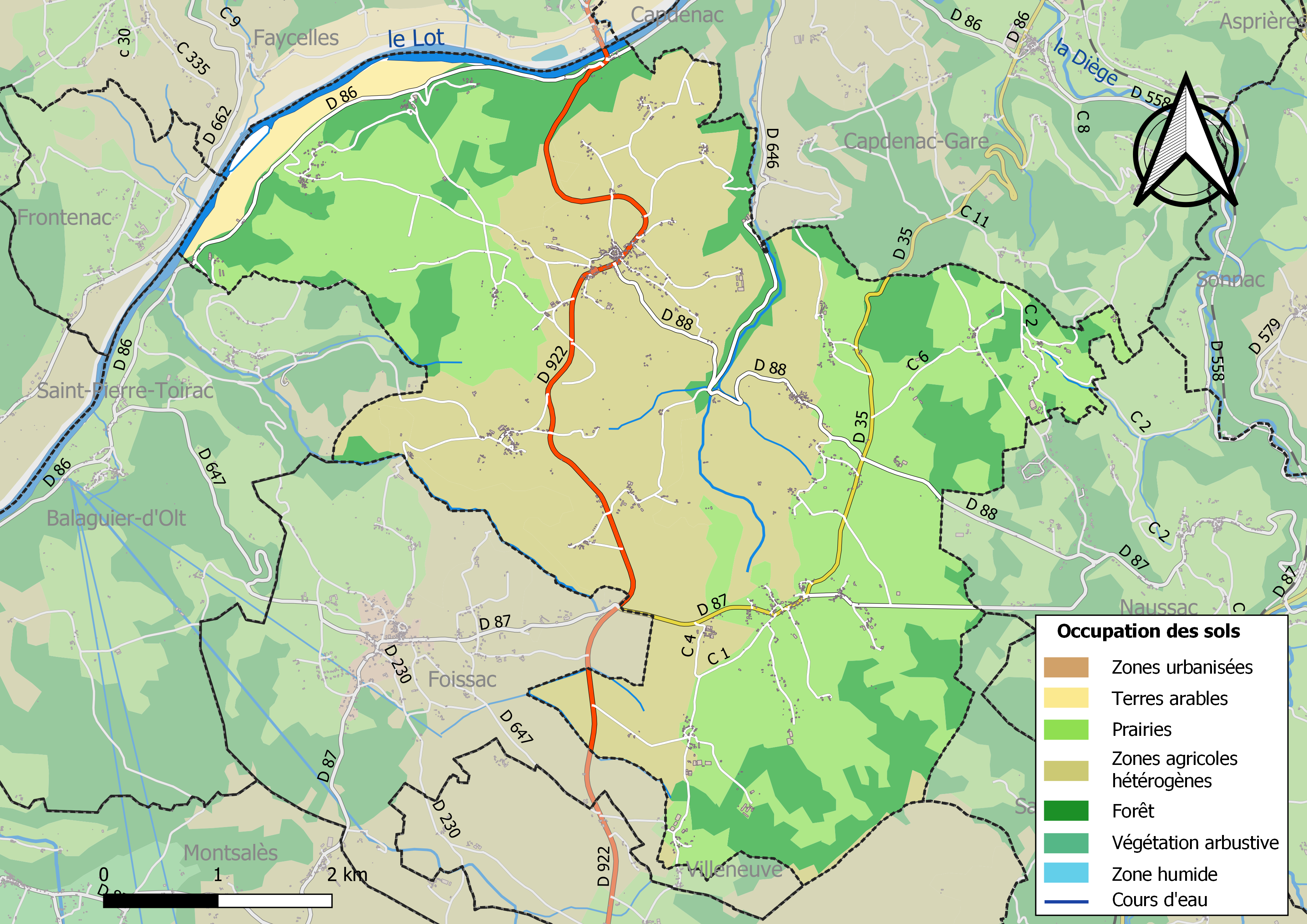
Infrastructures et occupation des sols de la commune de Causse-et-Diège.

L'occupation des sols de la commune, telle qu'elle ressort de la base de données européenne d’occupation biophysique des sols Corine Land Cover (CLC), est marquée par l'importance des territoires agricoles (79,9 % en 2018), une proportion sensiblement équivalente à celle de 1990 (79,3 %). La répartition détaillée en 2018 est la suivante : 
zones agricoles hétérogènes (41,3 %), prairies (36,4 %), forêts (19,1 %), terres arables (2,2 %), eaux continentales (1 %).

### Planification
La loi SRU du 13 décembre 2000 a incité fortement les communes à se regrouper au sein d’un établissement public, pour déterminer les partis d’aménagement de l’espace au sein d’un SCoT, un document essentiel d’orientation stratégique des politiques publiques à une grande échelle. La commune est dans le territoire du SCoT du Pays de Figeac, dont le périmètre a été fixé en 2011, le projet a été arrêté par le comité syndical en 2015 puis, après enquête en mai 2016, approuvé en décembre 2016. La structure porteuse est le Pôle d'équilibre territorial et rural Figeac - Quercy - Vallée de la Dordogne, qui associe deux communautés de communes, notamment la communauté de communes Grand-Figeac (nouvelle), dont la commune est membre.
La commune disposait en 2017 d'une carte communale approuvée.

### Risques majeurs
Le territoire de la commune de Causse-et-Diège est vulnérable à différents aléas naturels : inondations, climatiques (hiver exceptionnel ou canicule), feux de forêts et séisme (sismicité très faible).
Il est également exposé à deux risques technologiques, le transport de matières dangereuses et la rupture d'un barrage, et à un risque particulier, le risque radon,.

#### Risques naturels

Zones inondables de la commune de Causse-et-Diège.

Certaines parties du territoire communal sont susceptibles d’être affectées par le risque d’inondation par débordement du Lot. Les dernières grandes crues historiques, ayant touché plusieurs parties du département, remontent aux 3 et 4 décembre 2003 (dans les bassins du Lot, de l'Aveyron, du Viaur et du Tarn) et au 28 novembre 2014 (bassins de la Sorgues et du Dourdou). Ce risque est pris en compte dans l'aménagement du territoire de la commune par le biais du Plan de prévention du risque inondation (PPRI) Lot aval 3, approuvé le 6 avril 2010.
Le Plan départemental de protection des forêts contre les incendies découpe le département de l’Aveyron en sept « bassins de risque » et définit une sensibilité des communes à l’aléa feux de forêt (de faible à très forte). La commune est classée en sensibilité forte.
Les mouvements de terrains susceptibles de se produire sur la commune sont soit des mouvements liés au retrait-gonflement des argiles, soit des effondrements liés à des cavités souterraines. Le phénomène de retrait-gonflement des argiles est la conséquence d'un changement d'humidité des sols argileux. Les argiles sont capables de fixer l'eau disponible mais aussi de la perdre en se rétractant en cas de sécheresse. Ce phénomène peut provoquer des dégâts très importants sur les constructions (fissures, déformations des ouvertures) pouvant rendre inhabitables certains locaux. La carte de zonage de cet aléa peut être consultée sur le site de l'observatoire national des risques naturels Géorisques. Une autre carte permet de prendre connaissance des cavités souterraines localisées sur la commune,.

#### Risques technologiques
Le risque de transport de matières dangereuses sur la commune est lié à sa traversée par une route à fort trafic. Un accident se produisant sur une telle infrastructure est en effet susceptible d’avoir des effets graves au bâti ou aux personnes jusqu’à 350 m, selon la nature du matériau transporté. Des dispositions d’urbanisme peuvent être préconisées en conséquence.
Dans le département de l'Aveyron on dénombre huit grands barrages susceptibles d’occasionner des dégâts en cas de rupture. La commune fait partie des 64 communes susceptibles d’être touchées par l’onde de submersion consécutive à la rupture d’un de ces barrages.

#### Risque particulier
Dans plusieurs parties du territoire national, le radon, accumulé dans certains logements ou autres locaux, peut constituer une source significative d’exposition de la population aux rayonnements ionisants. Toutes les communes du département sont concernées par le risque radon à un niveau plus ou moins élevé. Selon le dossier départemental des risques majeurs du département établi en 2013, la commune de Causse-et-Diège est classée à risque faible. Un décret du 4 juin 2018 a modifié la terminologie du zonage définie dans le code de la santé publique et a été complété par un arrêté du 27 juin 2018 portant délimitation des zones à potentiel radon du territoire français. La commune est désormais en zone 1, à savoir zone à potentiel radon faible.

## Histoire
Plusieurs villages, d'origine ancienne, constituent cette commune. La localité de Loupiac est mentionnée dès l'an 961 dans le testament de Raymond Ier : il s'agit alors d'un alleu, c'est-à-dire d'une terre libre de toute taxe et services. Un lieu de culte apparait peut-être dès le haut Moyen Âge comme le suggérerait le vocable de Saint-Saturnin encore aujourd'hui attaché à l'église. Cette dernière existe de façon certaine dès 1146, elle est alors possession de l'abbaye de Figeac. Le plan de ce village forme un rectangle organisé : les maisons sont accolées les unes aux autres enserrant l'église qui tient la place centrale. La première mention d'un château est faite en 1266, dans les hommages au comte de Rodez. Il sera détruit en 1630.

## Politique et administration

### Découpage territorial
La commune de Causse-et-Diège est membre de la communauté de communes Grand-Figeac, un établissement public de coopération intercommunale (EPCI) à fiscalité propre créé le 1er janvier 2017 dont le siège est à Figeac. Ce dernier est par ailleurs membre d'autres groupements intercommunaux.
Sur le plan administratif, elle est rattachée à l'arrondissement de Villefranche-de-Rouergue, au département de l'Aveyron et à la région Occitanie. Sur le plan électoral, elle dépend du  canton de Lot et Montbazinois pour l'élection des conseillers départementaux, depuis le redécoupage cantonal de 2014 entré en vigueur en 2015, et de la deuxième circonscription de l'Aveyron  pour les élections législatives, depuis le dernier découpage électoral de 2010.

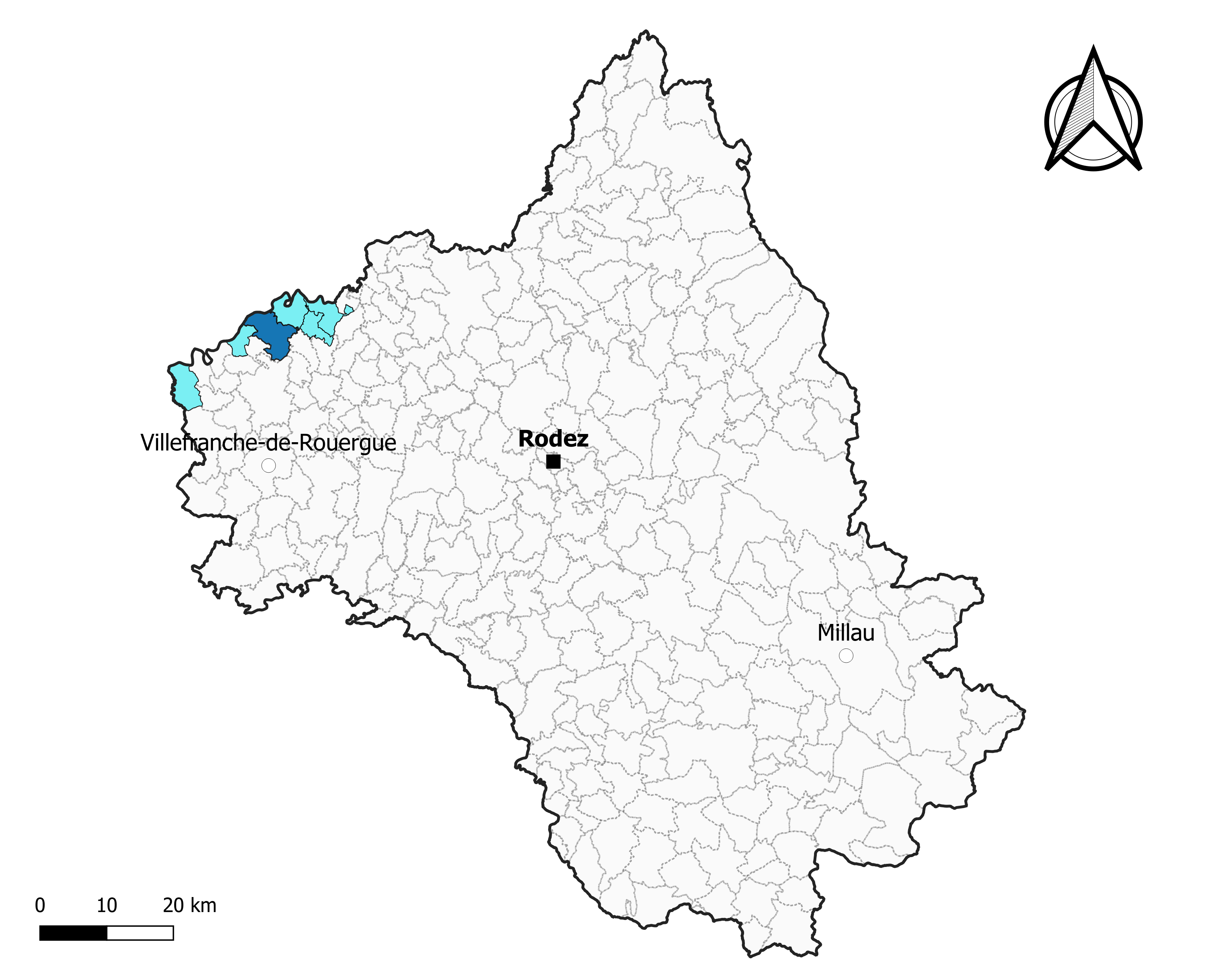
Causse-et-Diège dans l'intercommunalité en 2020.
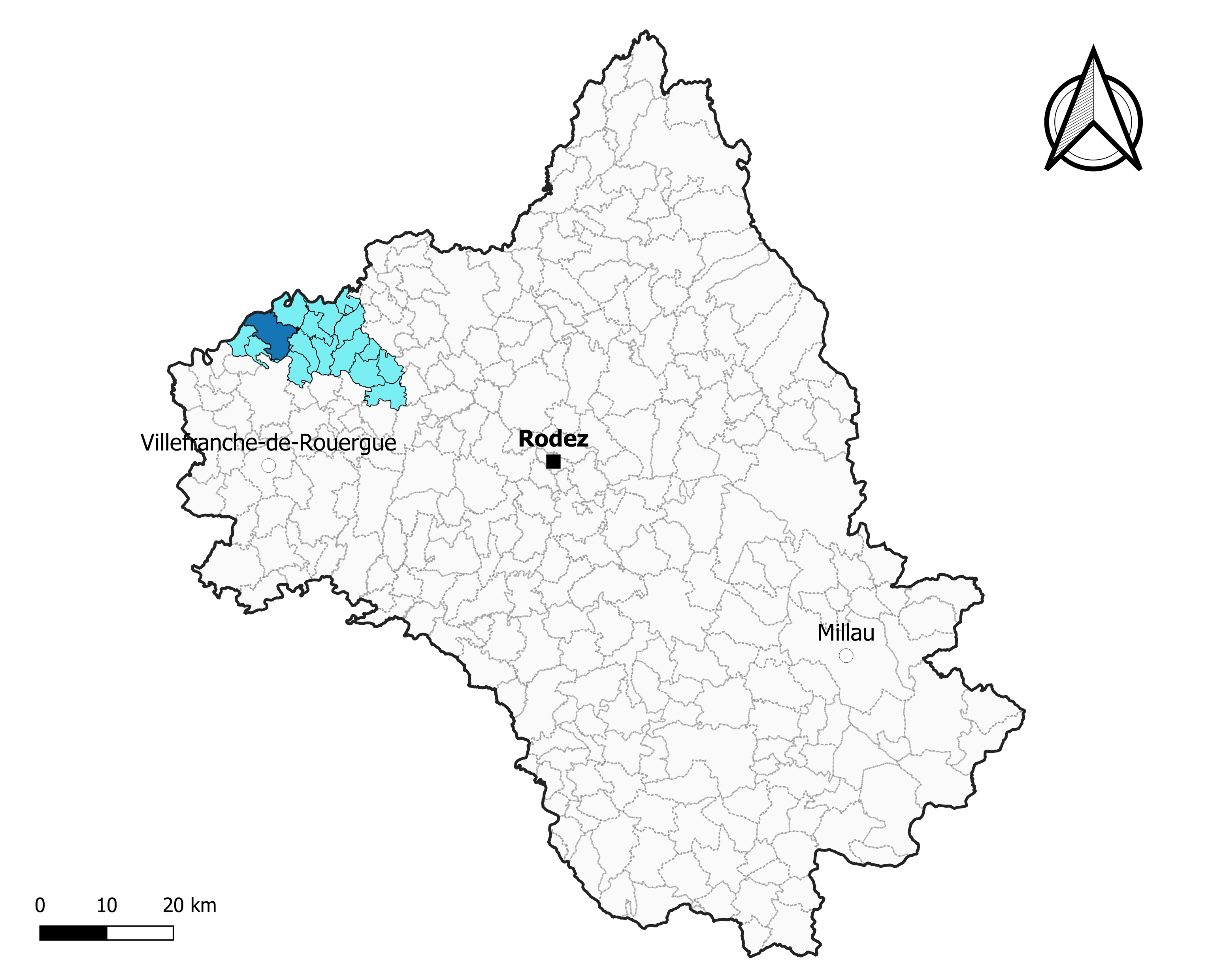
Causse-et-Diège dans le canton de Lot et Montbazinois en 2020.
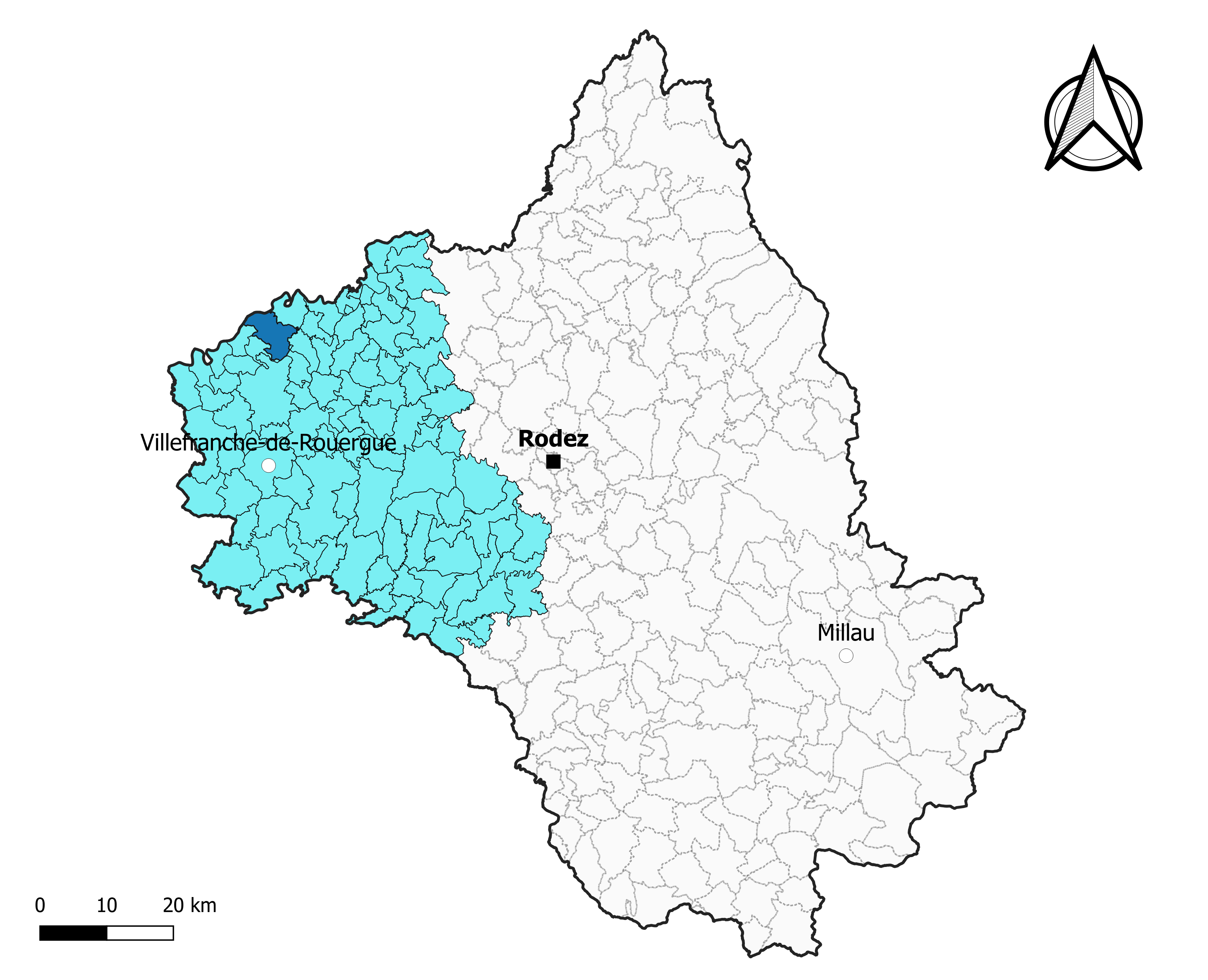
Causse-et-Diège dans l'arrondissement de Villefranche-de-Rouergue en 2020.

### Élections municipales et communautaires

#### Élections de 2020
Le conseil municipal de Causse-et-Diège, commune de moins de 1 000 habitants, est élu au scrutin majoritaire plurinominal à deux tours avec candidatures isolées ou groupées et possibilité de panachage. Compte tenu de la population communale, le nombre de sièges à pourvoir lors des élections municipales de 2020 est de 15. Sur les vingt-deux candidats en lice, quinze sont élus dès le premier tour, le 15 mars 2020, correspondant à la totalité des sièges à pourvoir, avec un taux de participation de 48,05 %.
Serge Masbou, maire sortant, est réélu pour un nouveau mandat le 25 mai 2020.
Dans les communes de moins de 1 000 habitants, les conseillers communautaires sont désignés parmi les conseillers municipaux élus en suivant l’ordre du tableau (maire, adjoints puis conseillers municipaux) et dans la limite du nombre de sièges attribués à la commune au sein du conseil communautaire. Un siège est attribué à la commune au sein de la communauté de communes Grand-Figeac.

#### Liste des maires
| Période                                  | Période  | Identité      | Étiquette | Qualité                                                                   |
| ---------------------------------------- | -------- | ------------- | --------- | ------------------------------------------------------------------------- |
| mars 2008                                | En cours | Serge Masbou, |           | Personne sans activité professionnelle de moins de 60 ans (non retraitée) |
| Les données manquantes sont à compléter. |          |               |           |                                                                           |

## Démographie
L'évolution du nombre d'habitants est connue à travers les recensements de la population effectués dans la commune depuis 1793. Pour les communes de moins de 10 000 habitants, une enquête de recensement portant sur toute la population est réalisée tous les cinq ans, les populations de référence des années intermédiaires étant quant à elles estimées par interpolation ou extrapolation. Pour la commune, le premier recensement exhaustif entrant dans le cadre du nouveau dispositif a été réalisé en 2008.

En 2022, la commune comptait 783 habitants, en évolution de +5,95 % par rapport à 2016 (Aveyron : +0,37 %, France hors Mayotte : +2,11 %).
| 1793 | 1800 | 1831 | 1836 | 1841 | 1846 | 1851 | 1856 | 1861 |
| ---- | ---- | ---- | ---- | ---- | ---- | ---- | ---- | ---- |
| 189  | 182  | 119  | 786  | 857  | 868  | 910  | 893  | 892  |

| 1866 | 1872 | 1876 | 1881 | 1886 | 1891 | 1896 | 1901 | 1906 |
| ---- | ---- | ---- | ---- | ---- | ---- | ---- | ---- | ---- |
| 895  | 859  | 857  | 823  | 789  | 751  | 692  | 668  | 616  |

| 1911 | 1921 | 1926 | 1931 | 1936 | 1946 | 1954 | 1962 | 1968 |
| ---- | ---- | ---- | ---- | ---- | ---- | ---- | ---- | ---- |
| 600  | 528  | 506  | 458  | 435  | 387  | 310  | 260  | 247  |

| 1975 | 1982 | 1990 | 1999 | 2006 | 2008 | 2013 | 2018 | 2022 |
| ---- | ---- | ---- | ---- | ---- | ---- | ---- | ---- | ---- |
| 627  | 607  | 597  | 624  | 692  | 711  | 724  | 778  | 783  |

## Économie

### Revenus
En 2018  (données Insee publiées en septembre 2021), la commune compte 331 ménages fiscaux, regroupant 762 personnes. La médiane du revenu disponible par unité de consommation est de 21 660 € (20 640 € dans le département).

### Emploi
| Division       | 2008  | 2013  | 2018  |
| -------------- | ----- | ----- | ----- |
| Commune        | 3,3 % | 7,5 % | 5,8 % |
| Département    | 5,4 % | 7,1 % | 7,1 % |
| France entière | 8,3 % | 10 %  | 10 %  |

En 2018, la population âgée de 15 à 64 ans s'élève à 434 personnes, parmi lesquelles on compte 76 % d'actifs (70,3 % ayant un emploi et 5,8 % de chômeurs) et 24 % d'inactifs,. Depuis 2008, le taux de chômage communal (au sens du recensement) des 15-64 ans est inférieur à celui de la France et du département.
La commune fait partie de la couronne de l'aire d'attraction de Figeac, du fait qu'au moins 15 % des actifs travaillent dans le pôle,. Elle compte 109 emplois en 2018, contre 112 en 2013 et 138 en 2008. Le nombre d'actifs ayant un emploi résidant dans la commune est de 309, soit un indicateur de concentration d'emploi de 35,3 % et un taux d'activité parmi les 15 ans ou plus de 52,5 %.
Sur ces 309 actifs de 15 ans ou plus ayant un emploi, 65 travaillent dans la commune, soit 21 % des habitants. Pour se rendre au travail, 87,1 % des habitants utilisent un véhicule personnel ou de fonction à quatre roues, 5,5 % s'y rendent en deux-roues, à vélo ou à pied et 7,4 % n'ont pas besoin de transport (travail au domicile).

### Activités hors agriculture

#### Secteurs d'activités
62 établissements sont implantés  à Causse-et-Diège au 31 décembre 2019. Le tableau ci-dessous en détaille le nombre par secteur d'activité et compare les ratios avec ceux du département,.
| Secteur d'activité                                                                                        | Commune | Commune | Département |
| Secteur d'activité                                                                                        | Nombre  | %       | %           |
| --- | ------- | ------- | ----------- |
| Ensemble                                                                                                  | 62      |         |             |
| Industrie manufacturière, industries extractives et autres                                                | 18      | 29 %    | (17,7 %)    |
| Construction                                                                                              | 8       | 12,9 %  | (13 %)      |
| Commerce de gros et de détail, transports, hébergement et restauration                                    | 19      | 30,6 %  | (27,5 %)    |
| Activités immobilières                                                                                    | 1       | 1,6 %   | (4,2 %)     |
| Activités spécialisées, scientifiques et techniques et activités de services administratifs et de soutien | 8       | 12,9 %  | (12,4 %)    |
| Administration publique, enseignement, santé humaine et action sociale                                    | 2       | 3,2 %   | (12,7 %)    |
| Autres activités de services                                                                              | 6       | 9,7 %   | (7,8 %)     |

Le secteur du commerce de gros et de détail, des transports, de l'hébergement et de la restauration est prépondérant sur la commune puisqu'il représente 30,6 % du nombre total d'établissements de la commune (19 sur les 62 entreprises implantées  à Causse-et-Diège), contre 27,5 % au niveau départemental.

#### Entreprises
Les cinq entreprises ayant leur siège social sur le territoire communal qui génèrent le plus de chiffre d'affaires en 2020 sont : 
- La Noix Du Quercy-Rouergue, commerce de gros (commerce interentreprises) alimentaire non spécialisé (564 k€) ;
- Elixir, activités spécialisées de design (490 k€) ;
- SARL Des Etablissements Schrall, travaux de menuiserie bois et PVC (157 k€) ;
- SASU Du Pic, production d'électricité (13 k€) ;
- CDL Etudes, ingénierie, études techniques (12 k€).

### Agriculture
La commune est dans le Bas Quercy, une petite région agricole occupant l'extrême-ouest du département de l'Aveyron. En 2020, l'orientation technico-économique de l'agriculture  sur la commune est l'élevage d'équidés et/ou d' autres herbivores.
|               | 1988  | 2000  | 2010  | 2020  |
| ------------- | ----- | ----- | ----- | ----- |
| Exploitations | 86    | 56    | 46    | 34    |
| SAU (ha)      | 2 063 | 2 389 | 2 470 | 2 087 |

Le nombre d'exploitations agricoles en activité et ayant leur siège dans la commune est passé de 86 lors du recensement agricole de 1988  à 56 en 2000 puis à 46 en 2010 et enfin à 34 en 2020, soit une baisse de 60 % en 32 ans. Le même mouvement est observé à l'échelle du département qui a perdu pendant cette période 51 % de ses exploitations,. La surface agricole utilisée sur la commune a quant à elle augmenté, passant de 2 063 ha en 1988 à 2 087 ha en 2020. Parallèlement la surface agricole utilisée moyenne par exploitation a augmenté, passant de 24 à 61 ha.

## Culture locale et patrimoine

### Lieux et monuments
- Église Saint-Clair de Causse-et-Diège, édifice préroman  Inscrit MH (1984)[53], au hameau de Saint-Loup, mentionnée pour la première fois en 823.
- Église Saint-Saturnin de Loupiac.